# Pitsana-Potokwe
Pitsana-Potokwe é uma vila localizada no Distrito do Sul em Botswana. Possuía, em 2011, uma população estimada de 816 habitantes.